# Туруновка
Туруновка — село в Венгеровском районе Новосибирской области России. Административный центр Туруновского сельсовета.

## География
Расположено на реке Кама (приток Оми) в 19 км к юго-востоку от Венгерово и в 83 км к северо-западу от Куйбышева. Окружено лесами. Площадь села — 36 гектаров.
Через село проходит автодорога Куйбышев — Венгерово.

## Население
| 2002 | 2007 | 2010 |
| ---- | ---- | ---- |
| 473  | ↘439 | ↘410 |

## Инфраструктура
В селе по данным на 2007 год функционируют 1 учреждение здравоохранения, 1 образовательное учреждение.

## Археология
В XIX веке между Туруновкой и Спасским (Венгерово) насчитывалось 122 кургана, составивших Усть-Тартасский могильник.